# ريجينسي تي آر-1

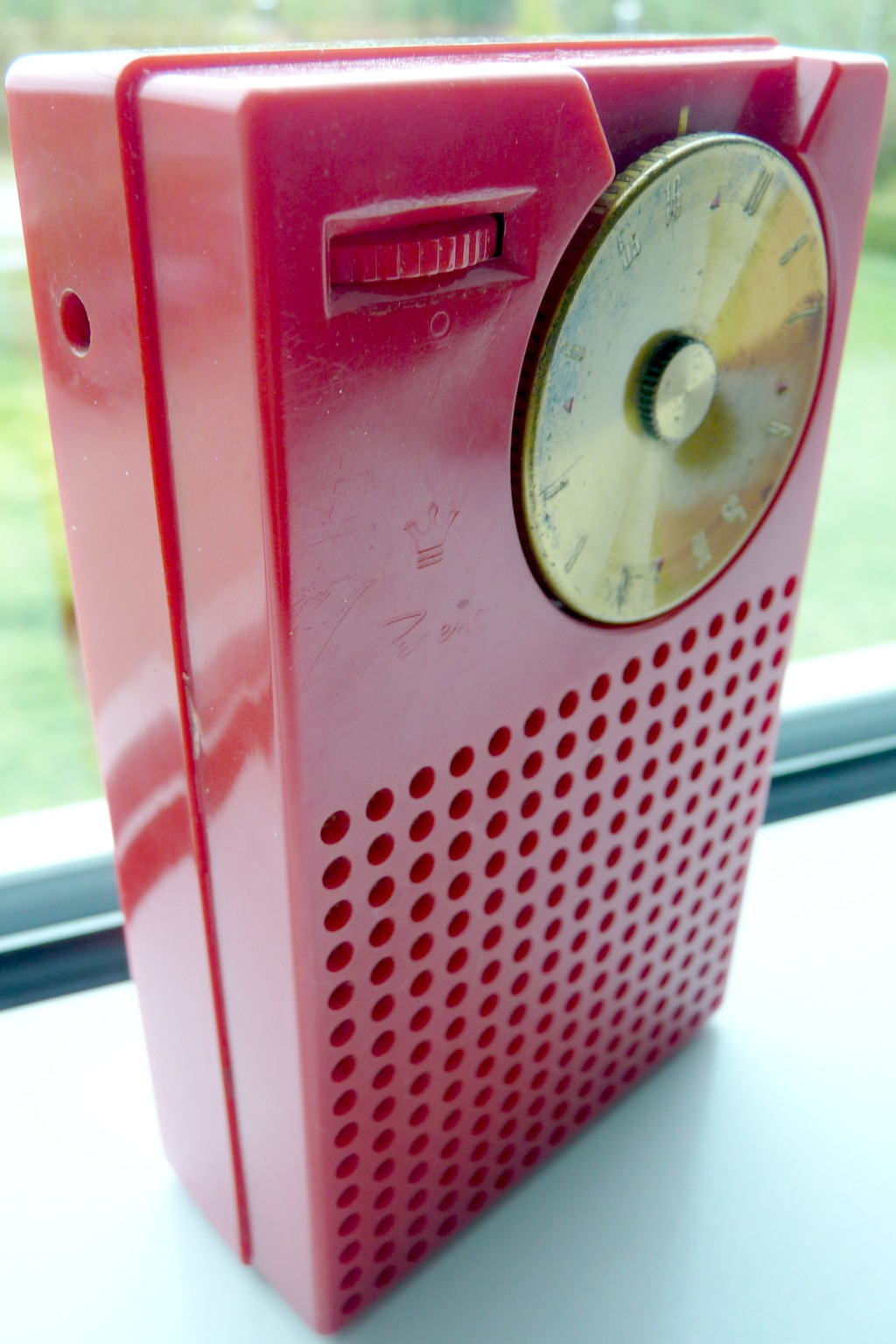
راديو الترانزستور ريجنسي TR-1

ريجينسي تي أر-1 (بالإنجليزية: Regency TR-1)‏ أول راديو ترانزستور تم تصنيعه تجاريًا، تم تقديمه في عام 1954. على الرغم من الأداء المتواضع، تم بيع حوالي 150.000 وحدة، بسبب حداثة حجمه الصغير وإمكانية نقله. في السابق، كانت الترانزستورات تُستخدم فقط في التطبيقات العسكرية أو الصناعية، وقد أظهر TR-1 أهميته في مجال الإلكترونيات الاستهلاكية، مما يوفر لمحة عن مستقبل مليء بالأجهزة المحمولة الصغيرة والمريحة التي ستتطور إلى آلات حاسبة وهواتف محمولة، الأجهزة اللوحية وما شابه.